# Shīl Sar
Shīl Sar (persiska: شیل سر, Shīl-e Sar) är en ort i Iran.   Den ligger i provinsen Gilan, i den nordvästra delen av landet, 280 km nordväst om huvudstaden Teheran. Antalet invånare är 354.
Terrängen runt Shīl Sar är platt. Runt Shīl Sar är det tätbefolkat, med 493 invånare per kvadratkilometer. Närmaste större samhälle är Reẕvānshahr, 8,2 km väster om Shīl Sar. I omgivningarna runt Shīl Sar växer i huvudsak blandskog.